# Walid (animateur)
Walid, de son vrai nom Oualid Ouahabi est un animateur de radio et de télévision belge. Il est né le 16 mars 1979 à Bruxelles.

## Débuts à la radio et en tant que DJ
À 15 ans il fait ses débuts sur Radio Alma, une radio locale bruxelloise, pour laquelle il anime une matinale les weekends et les vacances scolaires : Almatin, aux frontières du réveil.
Il intègre en 1996 l'équipe de Fun Radio pour y animer des émissions consacrées au clubbing. 
À 18 ans, il commence également à mixer, tout en poursuivant des études de droit.

## Télévision
En 2002, il fait son entrée à la RTBF avec Clips en Ligne, puis enchaîne avec La Deuj, Studio Deuj, les caméras cachées Pures Provoc's, La semaine Infernale.
Depuis 2005, il prête régulièrement sa voix pour des spots publicitaires, des documentaires, ainsi que pour la RTBF dont il est l'une des voix officielles.
En 2012, il présente Arena, une émission jeunesse de la RTBF.
En 2013, il présente Dotto pendant l'été.
À l'été 2014, Walid présente quatre soirs durant en direct D6bels Francofolies à Spa.
À partir de 2014, il co-présente The Voice.

## Radio
Après être passé par NRJ, Fun Radio, Radio Contact, Walid anime désormais la tranche 16h-17h30 sur La Première-RTBF, avec C'est presque sérieux puis Salut les copions.

## Liste des références
1. ↑  « Retrouvez toutes les infos sur vos animateurs TV de la  RTBF », sur RTBF TV (consulté le 18 septembre 2017).
2. ↑  « Walid rejoint l'équipe de The Voice Belgique ! », RTBF TV,‎ 24 octobre 2014 (lire en ligne, consulté le 15 septembre 2017).
3. ↑  « La Première (RTBF) dévoile sa nouvelle grille », sur Moustique.be, 28 mars 2017 (consulté le 15 septembre 2017).